# Björksättrahalvöns naturreservat
Björksättrahalvön (även kallad Lasättraskogen) är ett naturreservat söder om sjön Orlången i Huddinge kommun och ligger inom Orlångens naturreservat. Reservatert bildades 1998.  Ytan är 85 hektar (varav skog 76 ha och hagmark 9 ha), inget vattenområde ingår.

## Beskrivning
Björksättrahalvön ligger i ett typiskt södertörnskt sprickdalslandskap i den nordöstra delen av Hanveden. I norr avgränsas området av sjön Orlången och i syd av Lännavägen (även kallad Södertörnsleden). 
Namnet härrör från Björksättra gård med anor från 1570-talet som gränsar till reservatets östra del (men inte ingår i det). Inom reservatets högre områden förekommer partierna med gammal hällmarkstallskog och i en del svackor växer gran. Runt om området dominerar lövskog med stort inslag av hassel och ek. Små sumpskogspartier finns spridda i hela området. 
Enligt Huddinge kommun är naturvärdena mycket höga med flera sällsynta växter och djur. Det förekommer inget skogsbruk och anlagda leder saknas, vilket ger intryck av vildmark. Meningen med naturreservatet är att bevara ett skogsområde och en hagmark av stort värde för den biologiska mångfalden. Området är även av riksintresse för det rörliga friluftslivet.

## Bilder

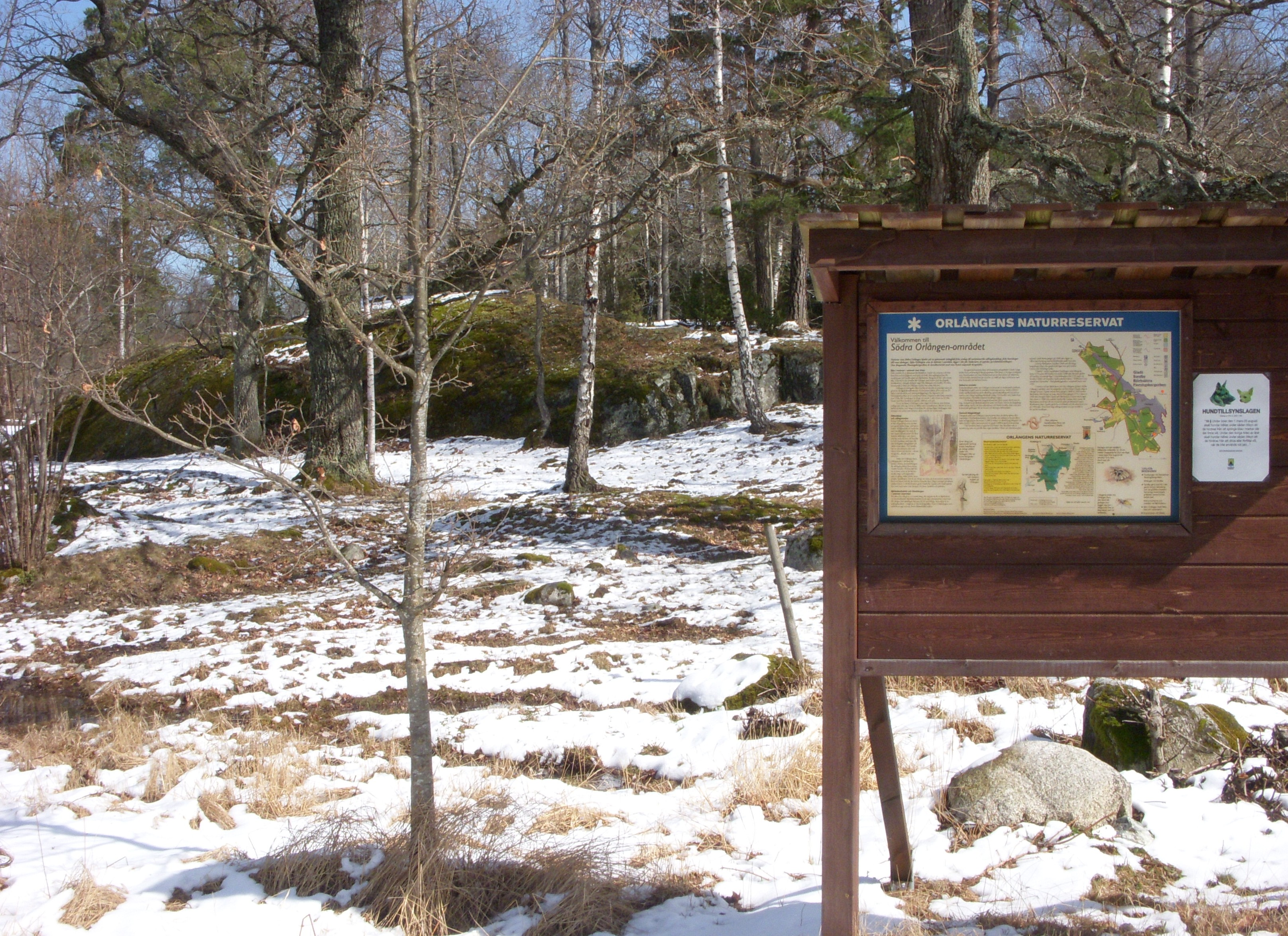
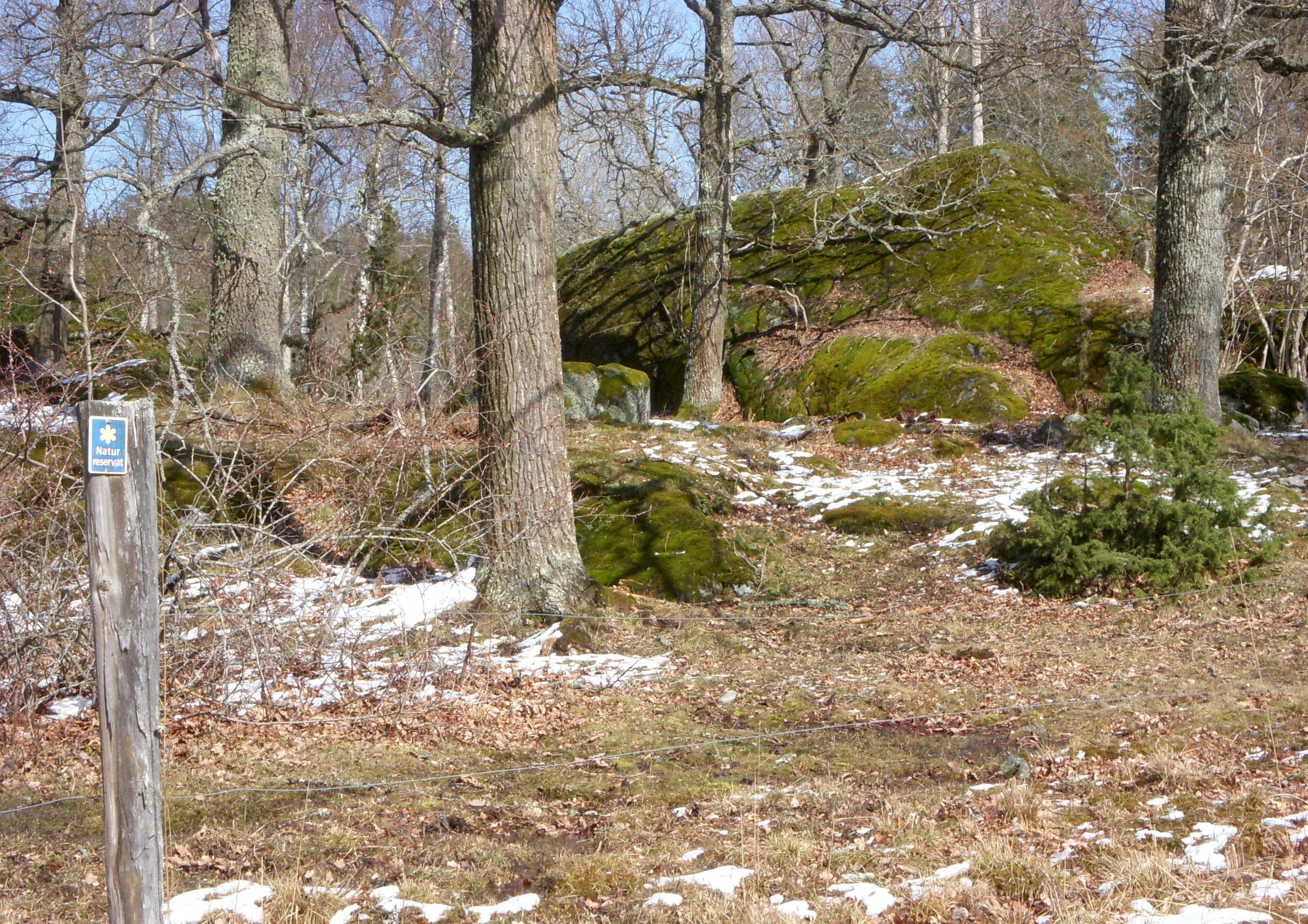
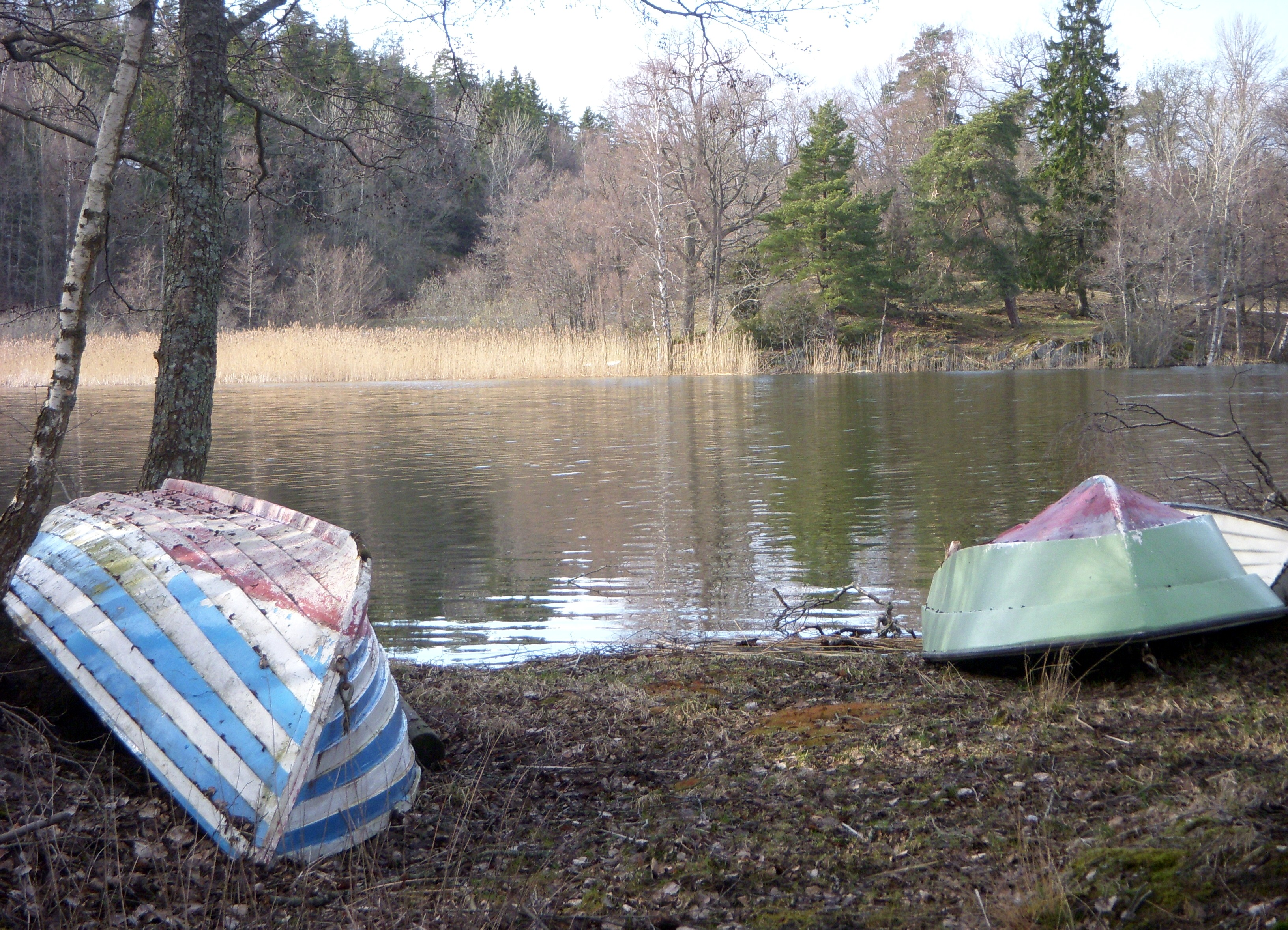
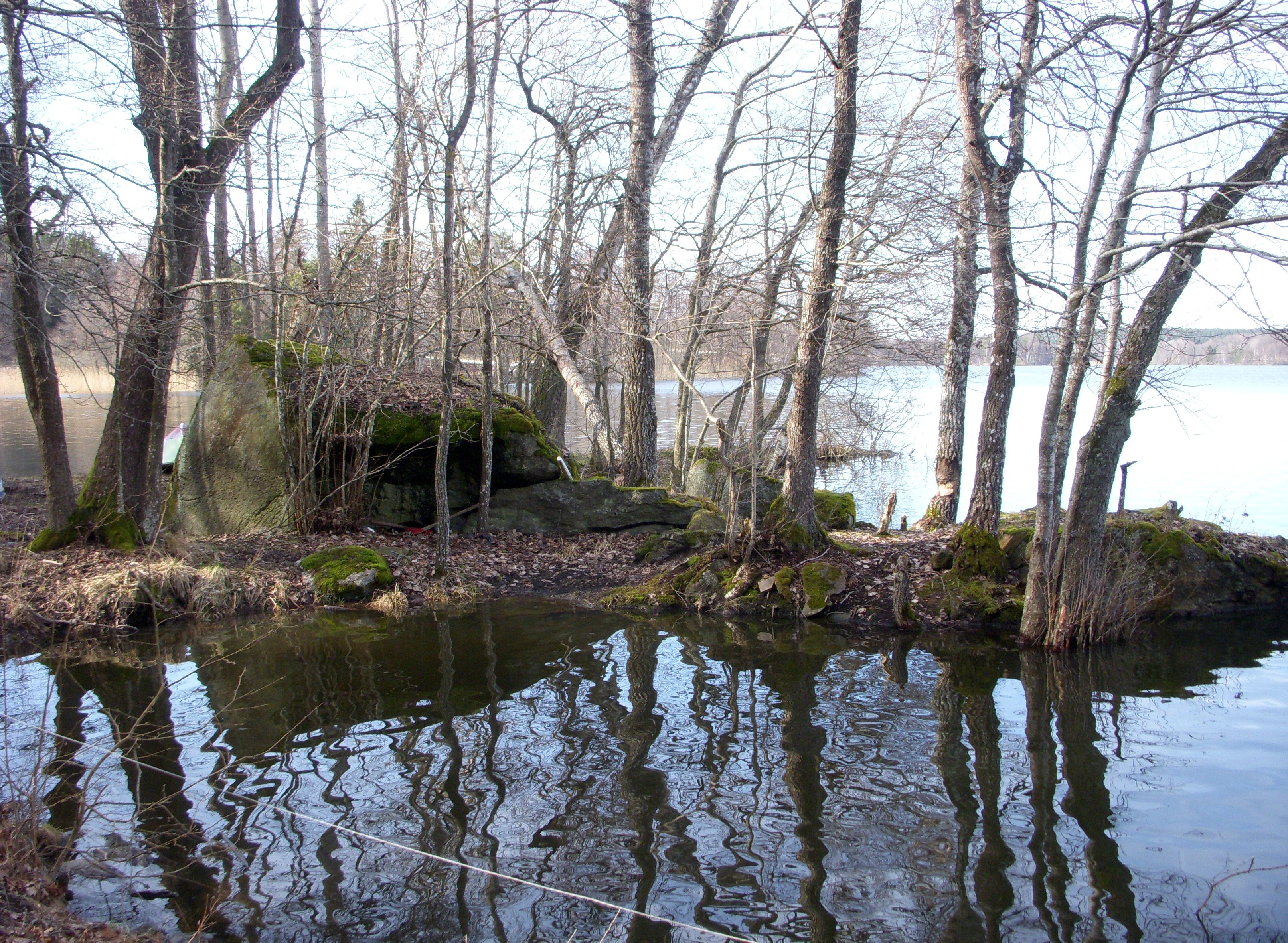